# Ashes Tour 1965/66
Die Ashes Tour 1965/66 war die Tour der englischen Cricket-Nationalmannschaft, die die 43. Austragung der Ashes beinhaltete, und wurde zwischen dem 10. Dezember 1965 und 16. Februar 1966 durchgeführt. Die Ashes Series 1965/66 selbst wurde in Form von fünf Testspielen zwischen Australien und England ausgetragen. Austragungsorte waren jeweils australische Stadien. Die Tour beinhaltete neben der Testserie eine Reihe weiterer Spiele zwischen den beiden Mannschaften im Winter 1965/66. Die Testserie endete 1–1 unentschieden und Australien behielt somit die Ashes als Sieger der vorherigen Ashes Tour.

## Vorgeschichte
Für beide Mannschaften war es die erste Tour der Saison.
Das letzte Aufeinandertreffen der beiden Mannschaften bei einer Tour fand in der Saison 1964 in England statt.

## Stadien
Die folgenden Stadien wurden für die Tour als Austragungsort vorgesehen.
| Stadion                  | Stadt     | Kapazität | Spiele       |
| ------------------------ | --------- | --------- | ------------ |
| Adelaide Oval            | Adelaide  | 53.583    | 4. Test      |
| The Gabba                | Brisbane  | 42.000    | 1. Test      |
| Melbourne Cricket Ground | Melbourne | 100.024   | 2. & 5. Test |
| Sydney Cricket Ground    | Sydney    | 48.000    | 3. Test      |

## Kaderlisten
Die Mannschaften benannten die folgenden Kader.
| Test | Test |
| Australien | England |
| --- | --- |
| - Bob Simpson (K) - Brian Booth (VK) - Peter Allan - Peter Burge - Ian Chappell - Alan Connolly - Bob Cowper - Wally Grout (wk) - Neil Hawke - Bill Lawry - Graham McKenzie - Peter Philpott - Ian Redpath - David Sincock - Keith Stackpole - Grahame Thomas - Tom Veivers - Doug Walters | - Mike Smith (K) - David Allen - Bob Barber - Ken Barrington - Geoff Boycott - David Brown - Colin Cowdrey - John Edrich - Ken Higgs - Jeff Jones - Barry Knight - Jim Parks (wk) - Eric Russell - Fred Titmus |

## Tests

### Erster Test in Brisbane
| 10. – 15. Dezember Scorecard | Brisbane | Australien 443-6d (137) | – | England 280 (93.1) & 186-3 (50) (f/o) |
|                              |          | Remis                   |   |                                       |

Australien gewann den Münzwurf und entschied sich als Schlagmannschaft zu gewinnen.

### Zweiter Test in Melbourne
| 30. Dezember – 4. Januar Scorecard | Melbourne | Australien 358 (107.5) & 426 (116.4) | – | England 558 (143.2) & 5-0 (2) |
|                                    |           | Remis                                |   |                               |

Australien gewann den Münzwurf und entschied sich als Schlagmannschaft zu gewinnen.

### Dritter Test in Sydney
| 7. – 11. Januar Scorecard | Sydney | England 488 (122.7)                           | – | Australien 221 (84.1) & 174 (60.3) (f/o) |
|                           |        | England gewinnt mit einem Innings und 93 Runs |   |                                          |

England gewann den Münzwurf und entschied sich als Schlagmannschaft zu gewinnen.

### Vierter Test in Adelaide
| 28. Januar – 11. Februar Scorecard | Adelaide | England 241 (80.7) & 266 (87.7)                 | – | Australien 516 (126) |
|                                    |          | Australien gewinnt mit einem Innings und 9 Runs |   |                      |

England gewann den Münzwurf und entschied sich als Schlagmannschaft zu gewinnen.

### Fünfter Test in Melbourne
| 11. – 16. Februar | Melbourne | England 485-9d (127) & 69-3 (17) | – | Australien 543-8d (154.2) |
|                   |           | Remis                            |   |                           |

England gewann den Münzwurf und entschied sich als Schlagmannschaft zu gewinnen.